# Tenodera australasiae
Mante australienne
Espèce
Synonymes
- Mantis australasiae Leach, 1814[1]
- Mantis darchii Macleay, 1827[1]
- Mantis tessellata Burmeister, 1838[1]

Tenodera australasiae, communément appelé la Mante australienne, est une espèce de mantes religieuses endémique d'Australie.